# Dong Qichang
Pour les articles homonymes, voir Dong.
Dǒng Qíchāng (1555-1636) était un peintre, calligraphe et critique d'art de la fin de la période Ming. Il eut, en tant que critique, une énorme influence sur une certaine idée de la peinture lettrée, en Chine même mais aussi au Japon, en opposant de manière radicale une certaine « École du Nord » à une certaine « École du Sud ». Ses conceptions ont été remises en question à la fin du XXe siècle seulement, lorsqu'une étude systématique de toute l'histoire de la peinture de lettrés put se faire au regard des œuvres.

## Carrière bureaucratique
Dong Qichang était le fils d'un professeur et fut un enfant précoce. À 12 ans, il passa avec succès l'examen du service civil et obtint une place convoitée à l'école du gouvernement préfectoral. Sa calligraphie maladroite le fit arriver derrière un cousin à l'examen du service impérial. Il s'entraîna jusqu'à devenir un remarquable calligraphe et grimpa alors les échelons, atteignant le plus haut grade à l'âge de 35 ans.
Toutefois, sa carrière fut assez agitée : en 1605, une manifestation de candidats le conduisit à se retirer temporairement. Sa maison fut également brûlée par une foule furieuse après qu'il eut battu et insulté une femme qui était venue lui faire des reproches.

## Peinture
Son œuvre valorise davantage l'expressivité que la ressemblance. Il refuse toute mièvrerie et sentimentalisme, sans pour autant tomber dans l'abstraction. Ses recherches l'ont amené, néanmoins, à des effets très surprenants, détachés des contraintes de la vraisemblance naturaliste. Par exemple, dans ses Huit scènes d'automne de 1620, sur la troisième feuille, il emploie les mêmes couleurs pour le premier plan comme pour le lointain, ce qui aurait certainement bien plu à Cézanne, s'il l'avait connu. 
Par ailleurs, pour séparer les plans, il laisse le papier totalement vierge, et n'opère aucune transition, ce qui rend l'interprétation d'un tel « blanc » ambigüe : s'agit-il réellement d'une rivière ? ou d'un autre phénomène qui justifierait ce vide et sa découpe abrupte ? Pour Liu Jianlong, « cela confère à son œuvre un aspect naïf et maladroit, dénué de virtuosité, et qui signe une authentique recherche d'amateur ». « Tout en préconisant le retour à l'ancien, il s'est permis de tirer la peinture à un degré d'expressionnisme jamais atteint ».

## Quelques peintures et calligraphies

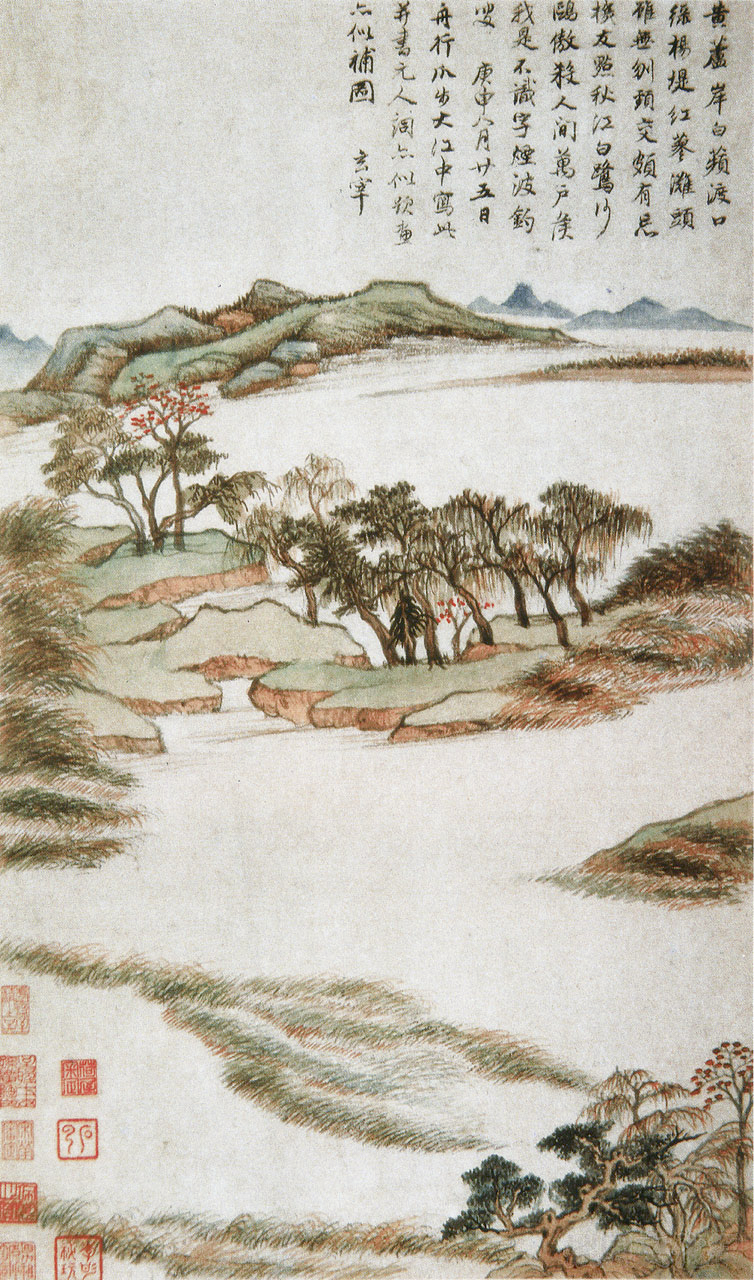
Huit scènes d'automne. 1620. Première feuille de l'album. Shanghai Museum.
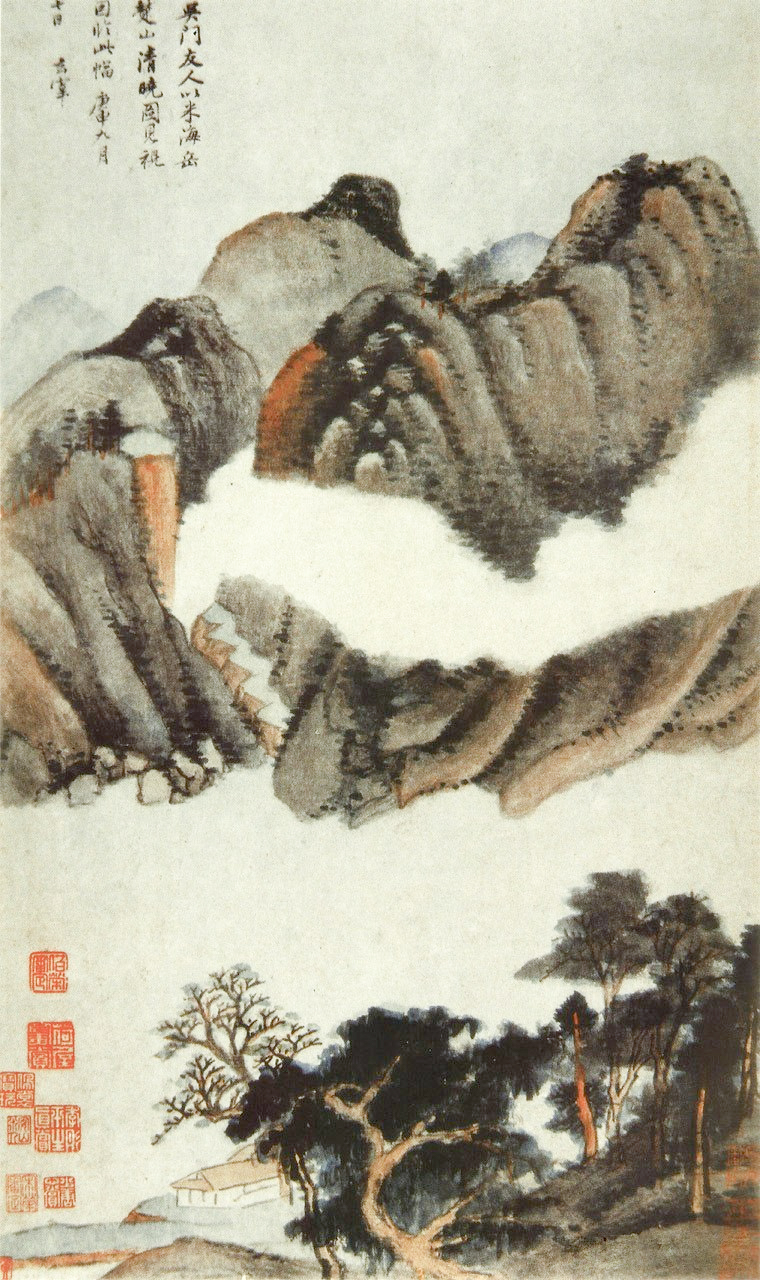
Huit scènes d'automne. Feuille d'album, troisième feuille. 1620. Encre et couleurs sur papier. 53,8 × 37,7cm. Shanghai Museum.
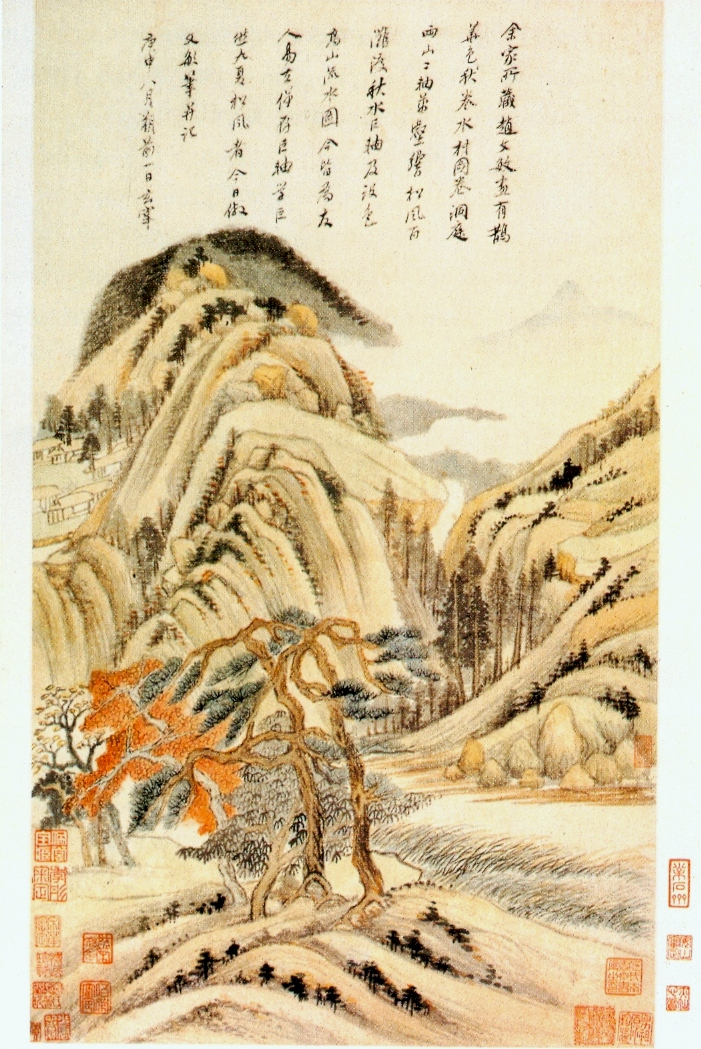
Huit scènes d'automne. Quatrième feuille de l'album. 1620. Shanghai Museum.
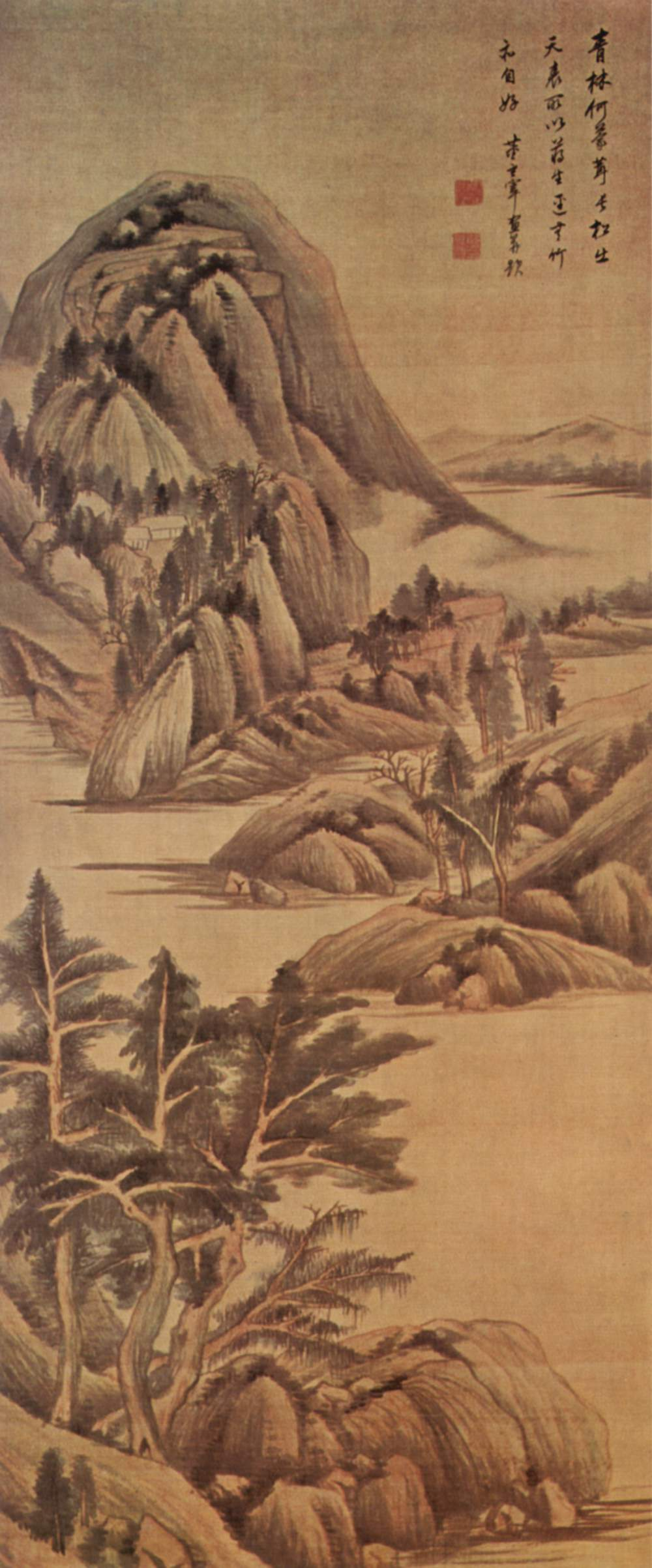
Paysage d'automne. Rouleau suspendu, encre et couleurs sur soie, 142 × 60 cm. Collection privée.
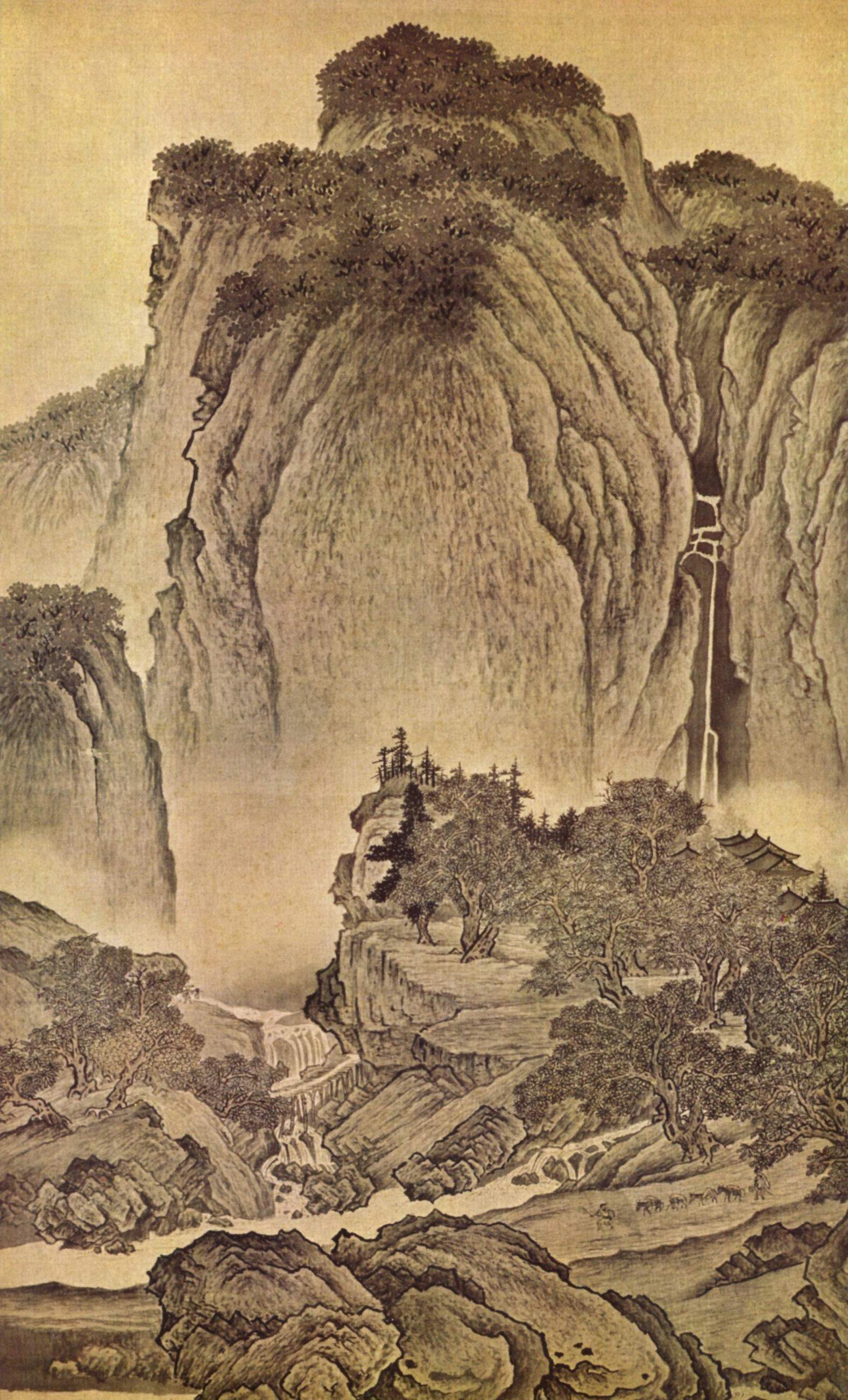
Voyageurs en montagne. Ca. 1600. Rouleau suspendu, encre sur soie, h : 61cm. National Palace Museum, Taipei.
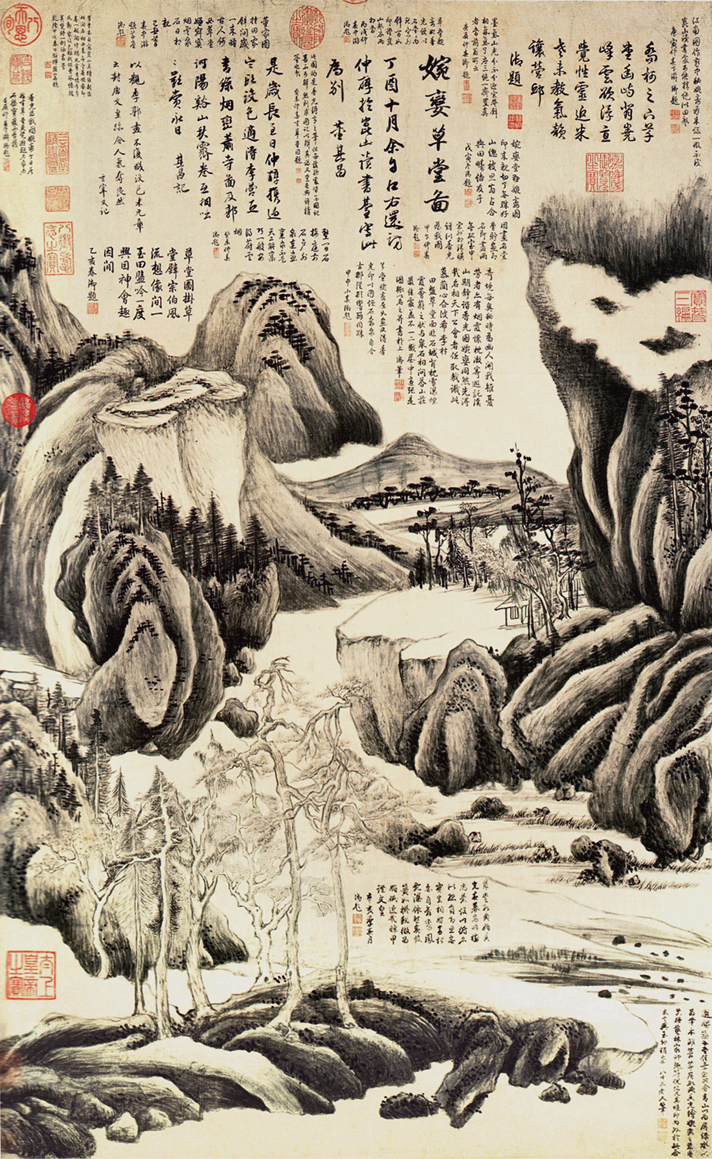
Chaumière à Wanluan. Rouleau suspendu, encre et couleurs légères sur papier. Collection privée, Taipei.
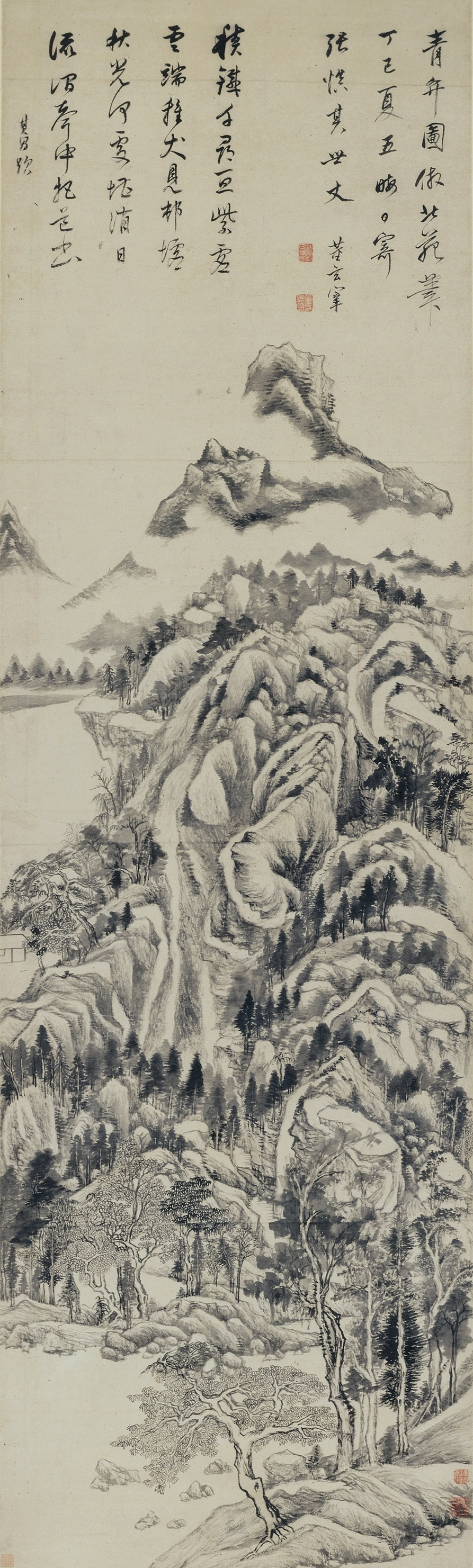
Les monts Qingbian. 1617. Rouleau suspendu, encre sur papier, 224,50 × 67,20cm. Cleveland Museum of Art.
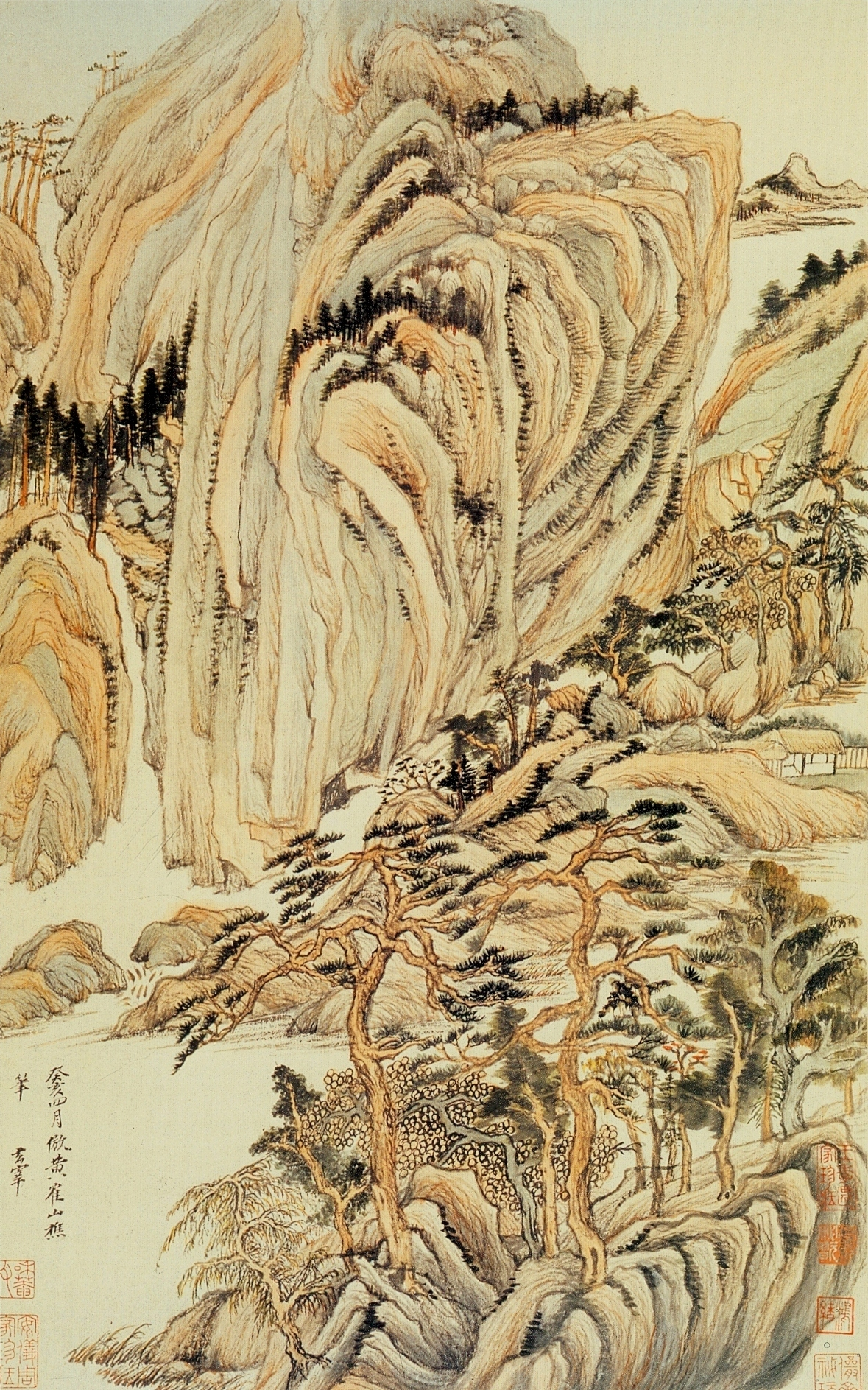
Paysage dans la manière des maîtres anciens (Wang Wei). 1621-24. Feuille d'album. Encre et couleurs sur papier, 56.2 × 36.2 cm. Nelson-Atkins Museum.
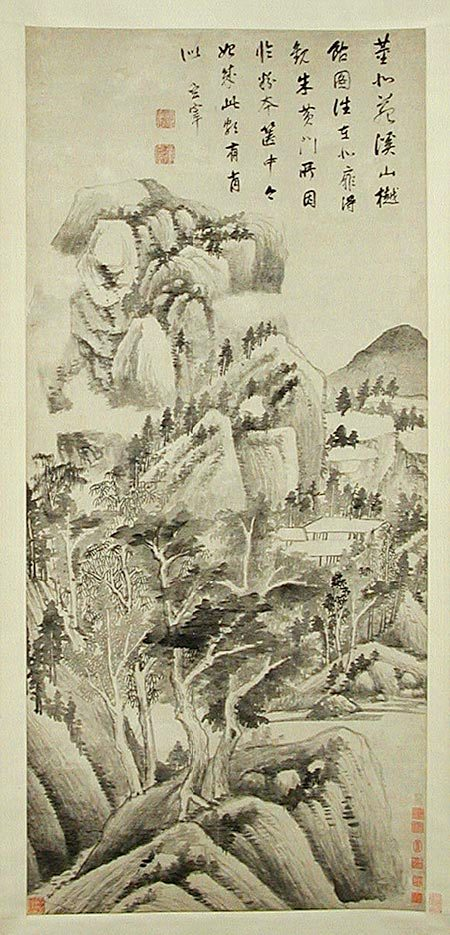
Demeures ombragées parmi les monts et les courants. Vers 1622–25. Rouleau suspendu, encre sur papier, 158.4 × 72.1 cm. Metropolitan Museum of Art.
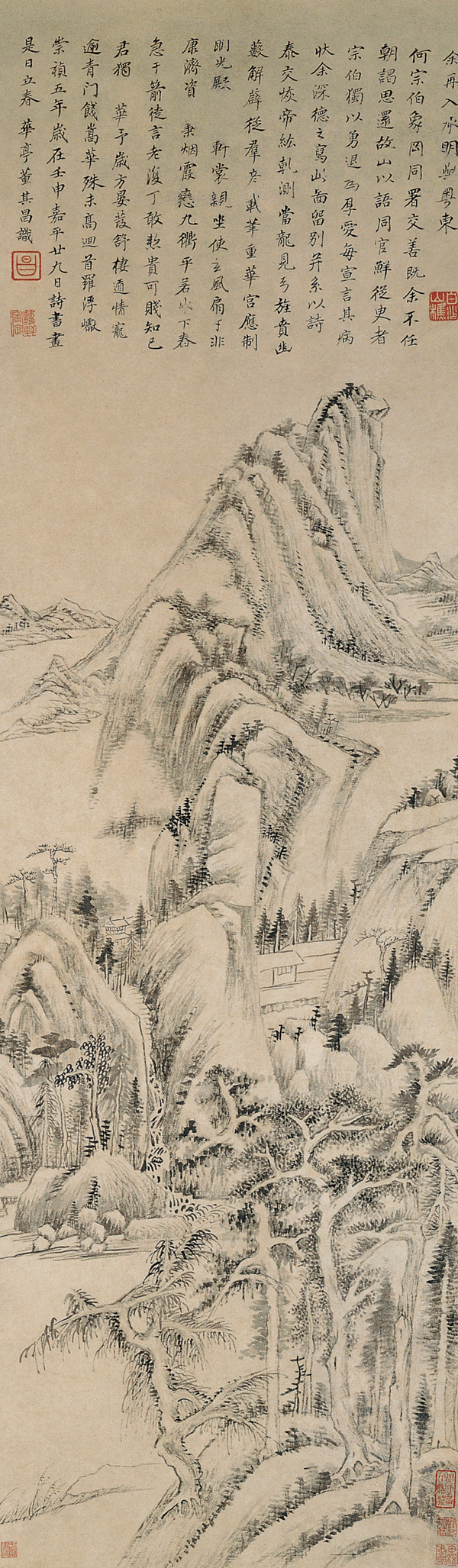
Montagnes raides et eaux silencieuses. 1632. Rouleau suspendu, encre sur papier, 102.5 × 30.3 cm.  Kimbell Art Museum.

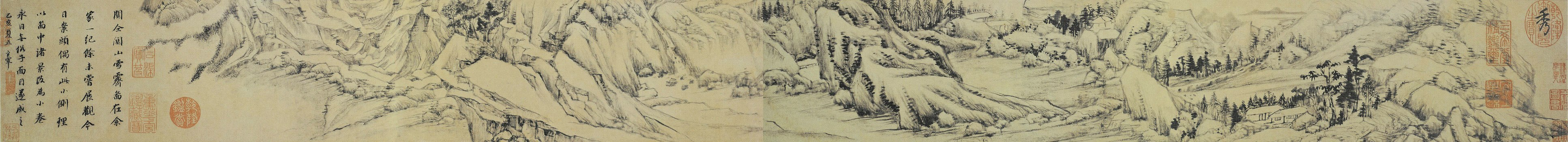
Passes dans la montagne s'éclaircissant après une neige. 1637. Rouleau portatif, dimensions de la peinture : 13 × 142 cm. National Palace Museum, Beijing.
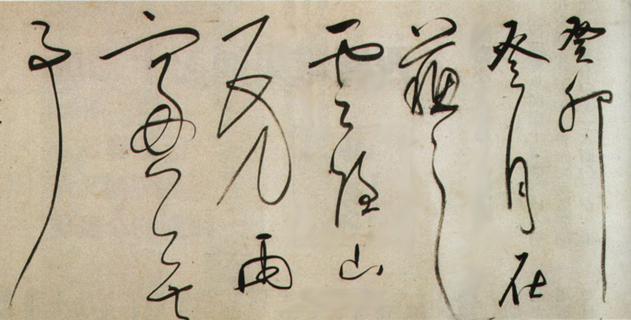
Calligraphie de cursive et semi-cursive. Tokyo National Museum.

## Critique d'art
Pour reprendre l'analyse qu'en propose Danielle Elisseeff, le classement qu'opère Dong Qichang ne repose pas sur l'histoire, que ce soit celle des peintres ou celle des œuvres, mais sur des critères qu'il va trouver dans l'univers des moines bouddhistes (dont certains relevant du bouddhisme Chan) du Ier millénaire. Ce classement a néanmoins permis à des générations de peintres et d'étudiants de s'expliquer les deux pôles entre lesquels oscille la création lettrée chinoise. 
« [Selon le classement de Dong Qichang:] Tout ce qui est confucéen, sérieux, descriptif et lié à la pratique du style strict (gongbi) relève de l'école du Nord; et ce qui s'apparente à l'expression personnelle, au taoïsme, à la rêverie, aux brumes, en s'appuyant sur le style libre (xieyi) se classe dans l'école du Sud.

C'est seulement à la fin du XXe siècle, à partir du moment où commence un important travail sur les archives, que les historiens de l'art osent dénoncer les incohérences et les partis pris, souvent sclérosants, de ce système. »
Ailleurs, Danielle Elisseeff précise que son immense succès a nui à la portée révolutionnaire, en son temps, des valeurs toutes nouvelles qu'il oppose aux conservateurs en donnant toute son importance à la personne, dans la création comme dans l'interprétation. Il soutient par là de nombreux artistes qui ont fait la réputation de Suzhou : le collectionneur Wen Zhengming (1470-1559) et l'érudit professionnel Qiu Ying (fin XVe-milieu XVIe), parmi tant d'autres. En suivant sa logique, il a rejeté le romantisme des Song du Sud et de leurs héritiers :Dai Jin (1388-1462) et l'école du Zhe (Zhepai, pour Zhejiang) qui ne furent finalement reconnus qu'hors de Chine et particulièrement au Japon.
Sa classification mettait en avant dans la dite "école du Sud" : Wang Wei des Tang, Jing Hao, Guan Tong, Dong Yuan,et Juran des Cinq Dynasties, Mi Fu et son fils Mi Youren des Song, les quatre maîtres des Yuan : Huang Gongwang, Wu Zhen, Ni Zan et Wang Meng.
Yang Xin (2003) éclaire ce curieux rapprochement entre Chan et peinture lettrée : Dong Qichang tente d'« identifier le développement de la peinture lettrée à celui de l'École du Sud » de peinture, école qu'il crée de toutes pièces. Dong Qichang fait remarquer, avec Mo Shilong, que les deux écoles de peinture, qu'il appelle « du Nord » et « du Sud », ont émergées, selon son point de vue, sous les Tang au moment où la secte Chan se divisait en une École du Nord, conduite par Shenxiu, et une École du Sud, conduite par Huineng :
« [Dong Qichang cité par Yang Xin :] Li Sixun et son fils, de l'École du Nord, faisaient de la peinture de paysage, et la tradition fut perpétuée à la dynastie des Song par Zhao Gan, Zhao Boju, Zhao Bosu, Ma Yuan et Xia Gui. Wang Wei, de l'École du Sud, peignait à l'encre claire, changeant ainsi la manière d'exécuter certains traits. Sa méthode fut suivie par Zhang Zao, Jing Hao, Guan Tong, Dong Yuan, Juran, Guo Zhongshu, Mi Fu et son fils Mi Youren, de même que par les Quatre Maîtres de la peinture Yuan [ Huang Gongwang, Wu Zhen, Ni Zan et Wang Meng ]. Dans le bouddhisme, durant cette même période, de nombreux dsciples de Huineng et les Six Maîtres du Chan, dont Mazu, Yunmen et Linji, appartenaient à l'École Chan du Sud. Et pendant qu'elle prospérait l'École du Nord déclinait. »